# Shimazu Torashi
Torashi Shimazu (sinh ngày 20 tháng 8 năm 1978) là một cầu thủ bóng đá người Nhật Bản.

## Sự nghiệp câu lạc bộ
Torashi Shimazu đã từng chơi cho Ventforet Kofu, Tokushima Vortis, JEF United Chiba và Grulla Morioka.